# Cleistonium parasiticum
Cleistonium parasiticum är en svampart som beskrevs av Speer 1986. Cleistonium parasiticum ingår i släktet Cleistonium och familjen Hysteriaceae.   Inga underarter finns listade i Catalogue of Life.